# 中华舌鳎
中华舌鳎（学名：Cynoglossus sinicus）为輻鰭魚綱鰈形目鰨亞目舌鳎科舌鳎属的鱼类，俗名龙利、塔曼、马利等、塔沙，是中国的特有物种。分布于两广到浙江舟山群岛等近海等，属于中国东南近海特产一较大型底层鱼，體長可達42.3公分，棲息在底層水域，生活習性不明。该物种的模式产地在温州。其种加词“Sinicus”意为“中华的”。